# Jagtkaptajn
Jagtkaptajn (afledt af yacht), formelt kongens jagtkaptajn, er en kommandør i Søværnet, der er chef for kongeskibet Dannebrog og samtidig medlem af monarkens hofstab. Jagtkaptajnen udgør således et forbindelsesled mellem regenten og Søværnet, ligesom jagtkaptajnen fungerer som Kongehusets rådgiver i maritime spørgsmål. Jagtkaptajnen arbejder både for Kongehuset og som selvstændig institution under Forsvarsministeriet. I forbindelse med det sidstnævnte løser jagtkaptajnen en række opgaver for Forsvaret generelt.
Historisk har jagtkaptajnen også haft andre og mere formelle opgaver. Fra 1749 til 1868 var jagtkaptajnen også generaladjudant, og fra 1923 frem til 1951 var han også leder af regentens adjudantstab.
Jagtkaptajn var 2013 - 2019 Christian Anders Nørgaard. Peter Schinkel Stamp tiltrådte 1. februar 2019.